# José Pedro Callaba Píriz
 José Pedro Callaba Píriz (Paso de los Toros, Tacuarembó, 1 de agosto de 1952 - desaparecido en febrero de 1977) fue un empleado y militante del Movimiento de Liberación Nacional-Tupamaros desaparecido durante la dictadura cívico militar en Uruguay y Argentina. 

## Biografía
Sus padres fueron Elio Maria Callaba y María del Carmen Píriz. Su infancia transcurrió en Tacuarembó hasta los 16 años cuando se trasladó a Montevideo a terminar sus estudios secundarios. Se integró a una fracción del Movimiento de Liberación Nacional llamada 22 de diciembre.
Estaba casado con Griselda Fernández y tenía dos hijos. Trabajaba como mecánico en la empresa Funsa (empresa de elaboración de neumáticos y derivados de la goma) y emigraron a Argentina  a principios en 1974. Allí se integraron a Tendencia Proletaria y luego pasaron a militar al Partido Revolucionario de los Trabajadores (PRT) y al ERP Ejército Revolucionario del Pueblo. En Buenos Aires, Callaba Píriz trabajó en una fábrica de heladeras y en el momento del secuestro se encontraban viviendo en Rafael Calzada (Partido Almirante Brown del Gran Buenos Aires).

## Circunstancias de su secuestro
El 22 de noviembre de 1976 fue allanado el domicilio de Pedro Callaba y Griselda Fernández por hombres armados, en ese momento se suscita un tiroteo ya que Callaba toma un arma para resistir el ataque. Él consigue huir pero su esposa es capturada quedando sus hijos a cargo de la abuela materna que estaba de visita. Grisela Fernández es detenida y trasladada al galpón N°3 del Campito, centro
clandestino de detención dentro de “Campo de Mayo”. 
Según el Informe de la Comisión para la Paz se estima que fue desaparecido entre el 18 y el 20 de febrero de 1977 en Buenos Aires y que pudo haber estado recluido en el centro clandestino Escuela de la Armada y según el informe de la Secretaría de Derechos Humanos para el pasado reciente estuvo en el centro de reclusión clandestino Campo de Mayo.